# ダツ
ダツ（駄津、 啄長魚 ）は、ダツ目ダツ科（Belonidae）に分類される魚の総称。狭義にはその中の一種 Strongylura anastomella の和名である。英名はニードルフィッシュ（Needlefish）。

## 概要
全世界の熱帯・温帯域から10属・32種が知られ、うち日本には4属・8種が分布する。日本のダツ類は浅い海に生息するものばかりだが、日本以外の熱帯域には汽水域や淡水域に生息する種類がいる。
同じダツ目のサヨリやサンマと同じく、前後に細長い体を持つが、ダツ類は両顎が前方に長くとがるのが特徴で、英名のNeedlefish（針の魚）もここに由来する。両顎はわずかに湾曲し、後方では閉じることができない。また、顎には鋭い歯もある。
背中側の体色は青いが、体側から腹面は銀白色をしている。ひれは小さく、胸びれ以外のひれは体の後半部に集中する。骨は青色や緑色をしており気持ち悪がられることが多いが、肉は半透明の白色で食用となる。
サヨリ、サンマ、トビウオ、メダカなどと同じダツ目に属し、これらと同じように沿岸域の表層（水面に近い所）に群れをなして生活する。尾びれをすばやく振って高速で泳ぎ回り、おもに小魚を捕食する。
捕食の際は小魚の鱗で反射した光に敏感に反応し、突進する性質がある。暗夜にダツが生息する海域をライトで照らすと、ダツが激しく突進してきてヒトの体に突き刺さることがあるので夜間の潜水はとくに注意が必要である。実際にダツが人体に刺さったことによる死亡事故も発生しており、沖縄県の漁師には、鮫と同じくらい、或いはそれ以上に危険視されている。ダツが刺さった時はむやみに抜くと出血多量に陥る場合があるので、抜かずにダツを殺してから慎重に病院に行く。
繁殖期は初夏で、藻場に集まり産卵する。卵は直径2-3mm程度の球形で、表面の付着糸で藻類に絡みついて発生する。
釣りや定置網、刺し網などの沿岸漁業でよく漁獲されるが、顎も歯も鋭いので取り扱いには注意を要する。食味は特に美味ではないが脂肪の少ない白身で、刺身、唐揚げ、塩焼きなどいろいろな料理で食べられる。

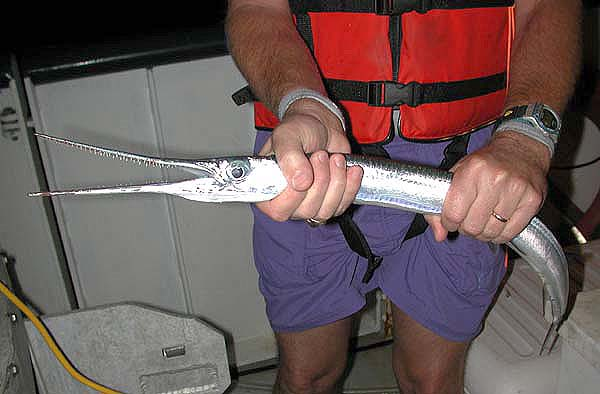
オキザヨリ Tylosurus crocodilus

## おもな種類
ダツ Strongylura anastomella Valenciennes, 1846
全長1mほど。頭部の鱗が小さいことでリュウキュウダツと区別する。日本海と東シナ海を含む西太平洋の温帯域に分布する。日本でも北海道南西部以南で見られるが、南西諸島と小笠原諸島には分布しない。
リュウキュウダツ S. incisa Valenciennes, 1846
全長70cmほど。ダツに比べて頭部の鱗が大きい。西太平洋と東インド洋の熱帯域に広く分布し、日本では南西諸島に分布する。
ハマダツ Ablennes hians Valenciennes, 1846
全長1.2mに達し、体側に黒っぽい横しま模様が出ることで他の種類と区別できる。全世界の熱帯・温帯域に広く分布し、日本でも本州（青森県津軽地方）以南の沿岸に分布している。
ヒメダツ Platybelone argalus Bennett, 1832
全長50cmほどで、ダツ類の中では小型種。尻びれが背びれよりも前にあること、目がわりと大きいことで他の種類と区別する。太平洋と東インド洋の熱帯域に広く分布し、日本では南西諸島、小笠原諸島に分布する。
テンジクダツ Tylosurus acus Bleeker, 1850
全長1mほど。下顎に角のような下向きの突起が出ることが多い。インド洋と西太平洋の熱帯・温帯域に分布する。
オキザヨリ T. crocodilus Peron et Lesueur, 1821
全長1.3mに達する。生きている時は鰓蓋に青い横しまが1本入る。テンジクダツに似るが下顎に突起は出ない。西太平洋の熱帯・温帯域に分布し、日本では本州（青森県津軽地方）以南で見られる。和名に「サヨリ」とあるがダツの仲間である。

## 別名
マルダツ、ダス、ラス、アオサギ、ダイガンジ（九州地方）、ナガサレ（九州地方）、シジャー（沖縄方言）など